# Robert, 4. Earl of Strathearn
Robert, 4. Earl of Strathearn (* um 1180; † vor August 1244), war ein schottischer Adeliger.

## Leben
Sein Vater war Gille Brigte, 3. Earl of Strathearn, der aus einer Familie gälischen Ursprungs abstammte. Seine Mutter war höchstwahrscheinlich Maud, eine Tochter des anglonormannischen Adligen William d’Aubigny, 3. Earl of Arundel, mit der sein Vater in erster Ehe verheiratet war. Mit dessen Tod im Jahr 1223 trat er sein Erbe an und übernahm den Titel des Earl of Strathearn.
Zusammen mit seinen Brüdern wurde er erstmals als Zeuge auf der Stiftungsurkunde genannt, mit der sein Vater um 1199 das Kloster von Inchaffray auf seinen Ländereien gründete; und bis zum Tod seines Vaters war er bei einigen weiteren Schenkungen ebenfalls als Zeuge anwesend. Bereits um 1219 bestätigte er als möglicher Nachfolger seines Vaters all dessen Schenkungen an das Kloster; er verpflichtete sich für den Fall seines Erbes, den Mönchen ein ungestörtes Dasein zu ermöglichen. Um 1224 musste Robert in der Kirche von Blackford öffentlich schwören, die Rechte  von Abt Innocent von Inchaffray und seiner Nachfolger zu beachten. Diese Zeremonie war keine normale Bestätigung der Schenkungen seines Vaters. Robert hatte offenbar versucht, die sehr großzügigen Schenkungen seines Vaters an das Kloster rückgängig zu machen. Deshalb wurde er zur Kirche gebracht, wo er den Schwur auf die Hand von Bischof Abraham von Dunblane leisten musste.
Bei den großen politischen Ereignissen dieser Zeit trat er nur einmal in Erscheinung: Am 25. September 1237 war er zusammen mit König Alexander II. in York, wo er mit den Vertrag von York besiegelte. Er starb vor August 1244, denn den Vertrag von Newcastle besiegelte sein Nachfolger als Earl.
Robert war einmal verheiratet, aber weder der Name seiner Frau noch das Hochzeitsdatum sind überliefert. Aus dieser Ehe stammten mindestens fünf Kinder:
- Maol Íosa (Malise, † 1271), Erbe und späterer 5. Earl;
- Gilbert († 1268);
- Hugh († 1290), Prior der von seinem Großvater gegründeten Inchaffray Abbey;
- Annabella († 1296);
- Mary († 1284).

Ein möglicher sechster Sohn, Fergus, wird bei einer Schenkung um 1234 genannt. Dabei kann es sich aber auch um Interpretationsfehler von lateinischen Abkürzungen auf der Urkunde handeln; dann wäre Roberts Bruder Fergus († 1247) gemeint.